# Téa Obreht
Téa Obreht, nata Tea Bajraktarević (Belgrado, 30 settembre 1985), è una scrittrice statunitense d'origine serba.

## Biografia
Nata a Belgrado (Serbia) nell'allora Jugoslavia nel 1985, vive e lavora a Ithaca (New York).
Costretta a spostarsi in giovane età a causa della guerra a Cipro e in Egitto, nel 1997 si è trasferita negli Stati Uniti assieme alla madre.
Dopo la laurea alla University of Southern California, si è specializzata in scrittura creativa alla Cornell University.
Dopo aver pubblicato racconti e interventi in quotidiani e riviste quali il Guardian e il New York Times, ha esordito nel 2011 con il romanzo L'amante della tigre risultando la più giovane vincitrice dell'Orange Prize.
Nel 2019 ha dato alle stampe il suo secondo romanzo, Entroterra, una rivisitazione del genere western in chiave moderna.

## Opere

### Romanzi
- L'amante della tigre (The tigerʼs wife, 2010), Milano, Rizzoli, 2011 traduzione di Isabella Vaj ISBN 978-88-17-05214-6.
- Entroterra (Inland, 2019), Milano, Rizzoli, 2020 traduzione di Francesco Graziosi ISBN 978-88-17-14409-4.